# Zorobabel
Zorobabel foi um líder israelita mencionado no Antigo Testamento da Bíblia que teria liderado o retorno do primeiro grupo de judeus exilados que se encontravam no cativeiro babilônico, fato histórico ocorrido após 539 a.C., quando o rei Ciro II da Pérsia havia ocupado a Babilônia. A origem de seu nome é incerta; talvez venha do acadiano, zerubabili, "semente da Babilônia". No livro de Ageu, Zororabel é chamado de "governador de Judá".
Ao estabelecer-se na terra prometida, ele trabalhou pela reconstrução do Templo de Jerusalém, completando a obra em torno do ano 515 a.C., com muita persistência, tendo enfrentado uma interrupção das atividades durante um período de dezesseis anos, aproximadamente de 536 a 520 a.C.
Zorobabel era descendente da casa de Davi. Por isto seu nome é citado na genealogia de Jesus Cristo, nos versículos 12 e 13 do capítulo 1 do Evangelho segundo Mateus e no versículo 27 do capítulo 3 do Evangelho segundo Lucas, mencionado como filho de Selatiel, neto de Jeconias, da descendência de Davi. Porém, o texto hebraico do livro de Crônicas registra que ele era filho de Pedaías, irmão de Selatiel. Talvez isto tenha sido um erro de copista, ou mais provavelmente, que tenha havido um casamento levirato.
Sua história é contada principalmente nos livros de Esdras e Neemias, que no Cânon Hebraico formam um único livro, e nos livros de Ageu e Zacarias. Ele ainda é mencionado na genealogia de Judá no livro de 1 Crônicas. O Novo Testamento menciona Abiúde e Resá como seus filhos. Já a genealogia de 1 Crônicas 3:19, cita os seguintes nomes como seus descendentes: Mesulão, Hananias, Selomite, Hasubá, Oel, Berequias, Hasadias e Jusabe-Hesede.